# Азменын-Чокрак
Азменын-Чокрак — источник в Крыму, один из истоков реки Кучук-Узенбаш, расположенный в урочище Панапарт за южной окраиной села Многоречье. Родник, фактически, представляет собой 2 источника расположенных напротив друг друга в русле реки, на высоте 468 м и 467 м. Левобережный выходит из валунов в кромке левого берега, сток перегорожен открытым каптажом с двумя трубами; правобережный — в 3 м от реки с 4-х трубным перехватывающим каптажом. Родники расположены в санитарной водоохранной зоне Ключевского водозабора, территория огорожена и охраняется.
По материалам «Партии Крымских Водных Изысканий» 1913—1916 годах родники числятся, как Меметнын, № 76/83, на высоте 216 саженей (461 м), дебит до 10500 вёдер в сутки, вода используется для питья и Кучук-Узенбаш, № 77/82, также с питьевой водой, на высоте также 216 саженей, дебит 66462 вёдер в сутки максимальный и 12169 ведер — минимальный. В книге Н. В. Рухлова «Обзор речных долин горной части Крыма» 1916 года родники описаны под одним названием Бонапарт, с дебитом 25000 и 8500 вёдер в сутки и температурами воды 10,8 °C и 9,8 °C.